# Aerva javanica
Aerva javanica là loài thực vật có hoa thuộc họ Dền. Loài này được (Burm.f.) Juss. ex Schult. mô tả khoa học đầu tiên năm 1808.